# Unione Sportiva Reno Molinella 1911
L'Unione Sportiva Reno Molinella 1911 A.S.D., meglio nota come Reno Molinella, è la principale società calcistica della città di Molinella. Milita in Prima Categoria, settima divisione del campionato italiano.
Conobbe il periodo più fortunato della sua storia sul finire degli anni trenta, quando partecipò a diversi tornei di Serie C e ottenne la promozione in Serie B al termine del campionato 1938-1939; l'esperienza tra i cadetti si concluse dopo un solo anno (Serie B 1939-1940).
Nel dopoguerra la squadra non andò oltre la partecipazione a tornei regionali, ad eccezione di alcune stagioni in Serie D.
Nel 2020 si sono fuse il Molinella 1911 e il Molinella Reno, facendo nascere la US Reno Molinella.

## Palmarès

### Competizioni regionali
- Promozione: 1

1976-1977
- Prima Categoria: 3

1974-1975 (girone B), 1989-1990 (girone B), 2016-2017 (girone F)
- Seconda Categoria: 4

1964-1965 (girone D), 1965-1966 (girone D), 1969-1970 (girone C), 2014-2015 (girone L)

### Altri piazzamenti
- Serie C:

Promozione: Serie C 1938-1939; primo posto nel girone E e secondo posto ex aequo con il Catania primo nel girone finale B